# 昆盖河
4°50′25″S 18°43′19″E / 4.840404°S 18.721991°E

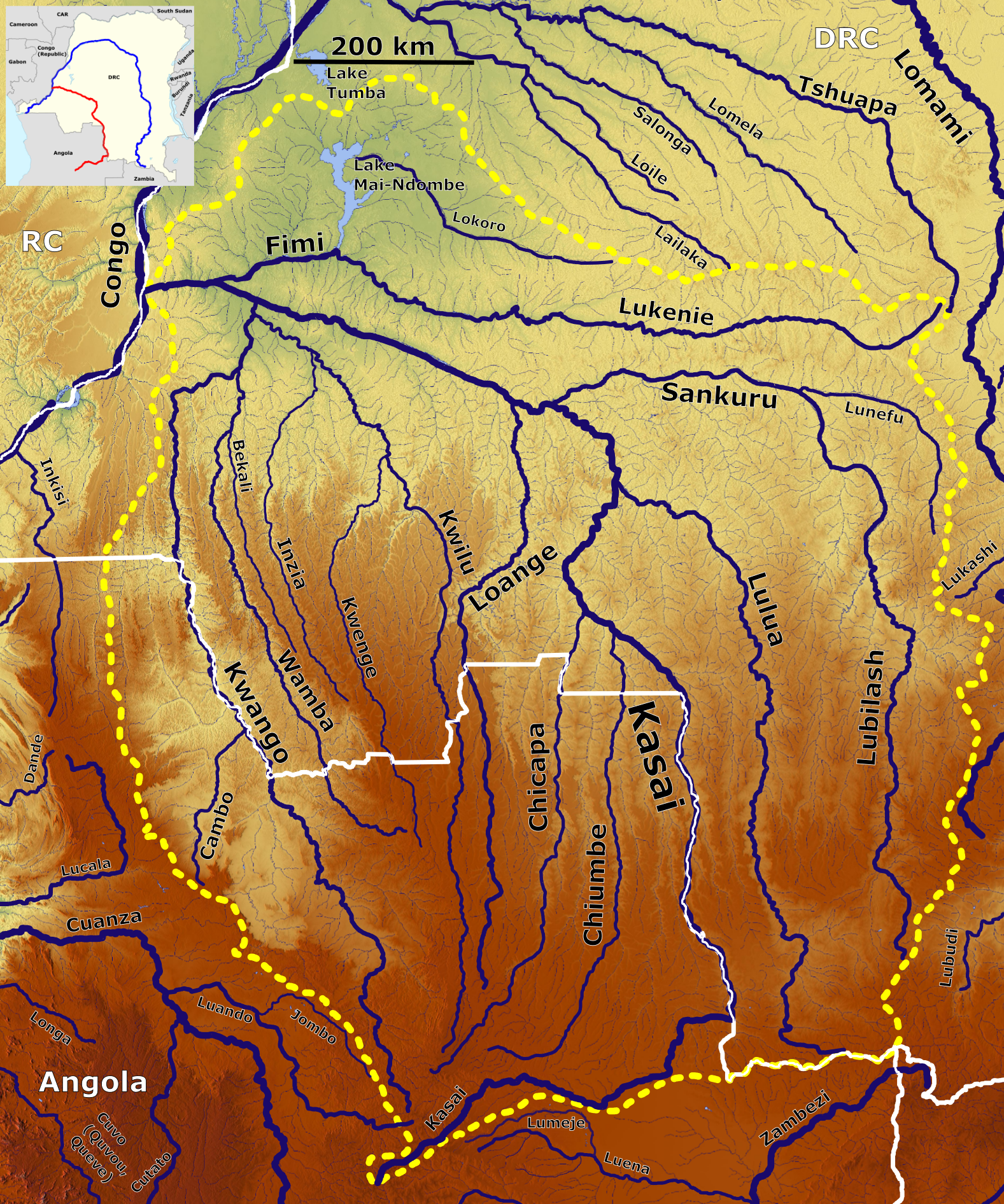
开赛河及其支流

昆盖河（Kwenge）是刚果民主共和国班顿杜省的一条河流，发源于安哥拉，跨越边界向北流入宽果省和奎卢省，在基奎特下游，卢桑加附近汇入奎卢河。
奎卢河和昆盖河之间的土地最初由彭德人统治。
18世纪初苏古族人进入宽果河流域，居住在昆盖河上游的稀树草原。
昆盖河谷下游常遭泛滥。